# Lepraria cupressicola
Lepraria cupressicola är en lavart som först beskrevs av Hue, och fick sitt nu gällande namn av J. R. Laundon. Lepraria cupressicola ingår i släktet Lepraria och familjen Stereocaulaceae.   Inga underarter finns listade i Catalogue of Life.